# Триселенид циркония
Триселенид циркония — бинарное неорганическое соединение
циркония и селена
с формулой ZrSe3,
кристаллы.

## Получение
- Сплавление стехиометрических количеств чистых веществ [1]:

{\displaystyle {\mathsf {Zr+3Se\ {\xrightarrow {600^{o}C}}\ ZrSe_{3}}}}

## Физические свойства
Триселенид циркония образует кристаллы
моноклинной сингонии, пространственная группа P 21/m, параметры ячейки a = 0,541 нм, b = 0,377 нм, c = 0,945 нм, β = 97,5°, Z = 2
.